# Cincinnati Gardens
Cincinnati Gardens är en inomhusarena i den amerikanska staden Cincinnati i Ohio och har en kapacitet på 10 208 åskådare. Den stod klar den 22 februari 1949.
Sportlagen Cincinnati Cyclones, Cincinnati Mighty Ducks, Cincinnati Mohawks, Cincinnati Royals, Cincinnati Swords och Cincinnati Wings har alla haft Gardens som hemmaarena.